# Дедеоглу, Берил
Берил Дедеоглу (9 декабря 1961 — 13 марта 2019) — турецкий политик.

## Биография
Родилась в 1961 году в Анкаре. Окончила Галатасарайский лицей, затем экономический факультет Стамбульского университета.
С 1995 года работала в Галатасарайском университете. В 1995 году стала доцентом, в 2005 году — профессором. Читала лекции в Университете Кадира Хаса и Стамбульском университете Айдын. Дедеоглу — автор нескольких книг, она участвовала в ряде телепередач на каналах Samanyolu Haber и TRT Haber.
6 февраля 2012 года Дедеоглу была на четыре года назначена членом Совета по Высшему образованию.
В декабре 2012 года проходил очередной раунд мирных переговоров между Турцией и РПК, конфликт между которыми продолжается с 1980-х годов. План прекращения конфликта включал создание специального комитета «мудрых людей», в которой должны были войти представители от семи регионов Турции. Дедеоглу стала вице-председателем от региона Центральная Анатолия. В качестве члена комитета она приняла участие и организовала несколько конференций на территории Центральной Анатолии в первой половине 2013 года.
С 22 сентября по 17 ноября 2015 года Дедеоглу занимала должности министра Турции по делам ЕС и главного переговорщика по вступлению Турции в Европейский Союз
Писала для изданий «Star», «Today's Zaman», «Zaman», «Агос» и «Yeni Şafak».